# 580
Раннє Середньовіччя. Триває чума Юстиніана. У Східній Римській імперії продовжується правління Тиберія II. Візантійська імперія контролює значну частину володінь колишньої Римської імперії. Лангобарди частково окупували Італію і утворили в ній Лангобардське королівство. Франкське королівство розділене між синами Хлотара I. Іберію займає Вестготське королівство. В Англії розпочався період гептархії. 
У Китаї період Північних та Південних династій. На півдні править династія Чень, на півночі — Північна Чжоу. Індія роздроблена. В Японії триває період Ямато. У Персії править династія Сассанідів. Степову зону Азії та Східної Європи контролює Тюркський каганат.
На території лісостепової України в VI столітті виділяють пеньківську й празьку археологічні культури. VI століття стало початком швидкого розселення слов'ян. У Північному Причорномор'ї співіснують різні кочові племена, зокрема гуни, сармати, булгари, алани, авари.

## Події
- Римський сенат звернувся за допомогою проти лангобардів до Візантійської імперії.
- Почалася міграція слов'ян на Балканський півострів.
- Авари на чолі з Баяном узяли в облогу Сірмій.
- Лангобарди вигнали залишки остготів із півночі Італії. Вони приймають римські титули, імена й традиції.
- Король вестготів Ліувігільд скликав у Толедо церковний собор з метою об'єднати християн в королівстві. Собор моди змінив деякі аріанські доктрини.
- Григорій Турський постав перед судом єпископів за звинуваченням у зведенні наклепу на королеву Фредегунду.